# Valery Alekseyevich Legasov
Valery Alekseyevich Legasov (Tên trong tiếng Nga: Валерий Алексеевич Легасов; Sinh ngày 01 tháng 09 năm 1936 – mất vào ngày 27 tháng 04 năm 1988) là một nhà hóa học vô cơ Xô Viết và là thành viên của Viện Hàn lâm Khoa học Liên Xô. Ông chủ yếu được biết đến với nỗ lực kiểm soát thảm họa Chernobyl năm 1986. Legasov cũng đã trình bày kết quả của một cuộc điều tra trước Cơ quan Năng lượng Nguyên tử Quốc tế (International Atomic Energy Agency) tại Văn phòng Liên Hợp Quốc ở Vienna, chi tiết về các hành động và hoàn cảnh dẫn đến vụ nổ Lò phản ứng số 4 tại Nhà máy Điện hạt nhân Chernobyl.

## Thời niên thiếu
Valery Alekseyevich Legasov sinh ngày 1 tháng 9 năm 1936 tại Tula, Liên bang Xô viết Nga, trong một gia đình công chức. Ông theo học trung học tại Kursk. Trong giai đoạn 1949–1954, ông học tại Trường Số 56 ở Moscow và tốt nghiệp hạng ưu với tấm huy chương vàng. Mặc dù là một học sinh nhút nhát, ông xuất sắc trong cả học tập và các hoạt động xã hội và đã được bầu làm bí thư ủy ban Komsomol của trường. Trong năm 1953, ông đề xuất cải cách ủy ban Komsomol để giải quyết những gì ông cho là sự thờ ơ và thụ động của các thành viên. Những ý tưởng này nhanh chóng bị các nhà chức trách dập tắt. Hiệu trưởng của ông nhận xét rằng Legasov "là một người trưởng thành, một chính khách tương lai, một nhà tổ chức tài năng. Ông có thể trở thành một triết gia, một nhà sử học, một kỹ sư...". Ngôi trường hiện nay mang tên ông có một bức tượng bán thân bằng đồng của ông đứng ở lối vào. Trong hai năm, ông làm bí thư giải phóng của Ủy ban Trung ương Komsomol, ông được bầu vào văn phòng Ủy ban Khu vực Liên Xô của Komsomol và vào Ủy ban Thành phố Moscow của Komsomol. Năm 1961, ông tốt nghiệp Khoa Kỹ thuật Hóa lý tại Viện Hóa học và Công nghệ Moscow Mendeleev, nơi ông học cách xử lý, xử lý và thải bỏ nhiên liệu hạt nhân.

## Đời tư
Legasov kết hôn với Margarita Mikhailovna và có hai người con, Inga Legasova và Aleksey Valeryevich Legasov. Ông cũng có hai cháu, Misha và Valerik. Trong cuộc sống cá nhân, ông sáng tác thơ và khuyến khích việc xuất bản thơ của mình. Ông thường cùng vợ đi xem kịch, có niềm đam mê đọc văn học Nga và nước ngoài, đặc biệt là các tác phẩm của Yuri Bondarev. Ông thường xuyên cùng vợ và các con đi du ngoạn bằng ô tô và thăm nhiều nơi trong cả nước. Khi đi công tác đến các khu vực khác, đôi khi là một phần của nhiệm vụ khoa học, ông thường thăm các địa điểm văn hóa, nghệ thuật và tôn giáo gần đó. Legasov không theo tôn giáo nhưng rất quan tâm đến lịch sử và di sản tôn giáo. Từ tháng 12 năm 1978, gia đình Legasov nuôi một con chó chow-chow thuần chủng.

## Sự nghiệp
Trong khoảng hai năm, Legasov làm kỹ sư tại Tổ hợp Hóa học Siberia ở thành phố Tomsk-7, với vai trò giám sát ca. Ông đảm nhận vai trò này để có được kinh nghiệm thực tế làm cơ sở cho các nghiên cứu sau đó. Tại Đại học Bách khoa Tomsk, ông bắt đầu nghiên cứu uranium hexachloride ở trạng thái khí trong một lò phản ứng phân hạch khí. Tuy nhiên, tin tức về tiến bộ của Neil Bartlett ở Canada đã khiến Legasov chuyển hướng sang hóa học khí hiếm. Năm 1962, ông gia nhập chương trình sau đại học tại Khoa Vật lý Phân tử của Viện Năng lượng Nguyên tử Kurchatov (Kurchatov Institute of Atomic Energy), đầu tiên là nghiên cứu viên cấp dưới, sau đó là nhà nghiên cứu cấp cao, và cuối cùng là trưởng phòng thí nghiệm. Năm 1967, ông bảo vệ luận án tại Viện Kurchatov dưới sự hướng dẫn của Isaak Kikoin, về việc tổng hợp các hợp chất của khí hiếm và nghiên cứu tính chất của chúng. Ông nhận bằng Tiến sĩ vào năm 1967 và bằng tiến sĩ hóa học vào năm 1972. Trong khoảng thời gian này, Legasov đã bị thương ở mặt và có vết sẹo nhỏ do thí nghiệm hóa học.
Năm 1976, Legasov được bầu làm thành viên thông tấn của Viện Hàn lâm Khoa học Liên Xô (Academy of Sciences of the Soviet Union).  Từ năm 1978 đến 1983, ông là giáo sư tại Viện Vật lý và Công nghệ Moscow (Moscow Institute of Physics and Technology). Năm 1981, ông trở thành thành viên chính thức của Viện Hàn lâm Khoa học Liên Xô (Academy of Sciences of the USSR), công tác tại Khoa Hóa lý và Công nghệ Vật liệu Vô cơ. Ông là thành viên của Hội đồng Khoa học và Công nghệ của Bộ Máy móc Trung bình (Physical Chemistry and Technology of Inorganic Materials). Từ năm 1983 cho đến khi qua đời, ông làm chủ nhiệm khoa Hóa học Phóng xạ và Công nghệ Hóa học tại Khoa Hóa học của Đại học Quốc gia Moscow (Faculty of Chemistry at Moscow State University). Năm 1983, ông trở thành phó giám đốc đầu tiên về công tác khoa học của Viện Năng lượng Nguyên tử Kurchatov (Kurchatov Institute of Atomic Energy). Đồng nghiệp của ông, Yu. A. Ustynyuk, đã nói về Legasov: "Phẩm chất chính của ông, điều khiến ông khác biệt so với tất cả các nhà khoa học tổ chức lớn mà tôi biết, là sự cống hiến đặc biệt của ông cho sự nghiệp. Công việc là con người ông, gần như là ý nghĩa duy nhất của cuộc sống ông."

Legasov nghiên cứu năng lượng hydro như một sản phẩm phụ của năng lượng hạt nhân, chiến lược năng lượng hạt nhân, an toàn trong việc phát điện và tổng hợp các hợp chất đặc biệt, mà ông coi là một lĩnh vực bị bỏ quên trong các hoạt động của viện. Dưới sự lãnh đạo của ông, một trường phái khoa học đã được tạo ra cho lĩnh vực mới nhất của hóa học vô cơ - hóa học khí hiếm. Làm việc về thiết kế lò phản ứng là điều cấm kỵ đối với một nhà hóa học trong viện nhưng ông đã tập trung vào các công nghệ liên quan và hỗ trợ quản lý viện.
Tôi quan tâm đến việc so sánh những nguy hiểm thực sự, những mối đe dọa thực sự mà năng lượng hạt nhân mang lại so với các mối đe dọa của các hệ thống năng lượng khác. Đây là điều mà tôi làm việc một cách say mê, chủ yếu là tìm hiểu các nguy hiểm từ các nguồn năng lượng thay thế năng lượng hạt nhân.

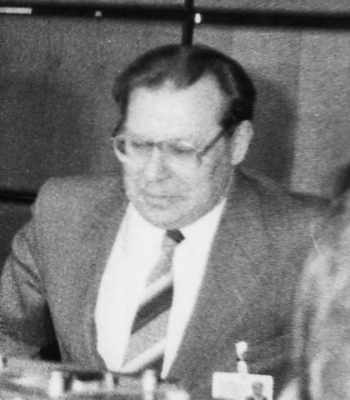
Valery Legasov

Cùng với các đồng nghiệp như Viktor Alekseyevich Sidorenko, Legasov đã lo ngại về chất lượng thiết bị, xây dựng kém, thiếu đào tạo cho các nhà vận hành và thiếu các mô phỏng đào tạo.
[Hệ thống hạt nhân của chúng tôi] thiếu các hệ thống kiểm soát tốt và hệ thống chẩn đoán rất kém... Tôi chưa thấy một nhóm nào ở Liên Xô đưa ra và xem xét [phân tích an toàn hạt nhân] với mức độ thành thạo nào... Về lò phản ứng RBMK, bạn biết đấy, trong các vòng tròn lò phản ứng, nó được coi là một lò phản ứng tồi. Viktor Alekseyevich Sidorenko đã nhiều lần chỉ trích nó. Nhưng lò phản ứng này không được coi là tồi vì lý do an toàn. Từ góc độ an toàn, nó thậm chí còn nổi bật hơn, như tôi hiểu từ các cuộc thảo luận. Nó được coi là tồi vì lý do kinh tế... Khi tôi xem xét thiết bị này, tôi thấy bối rối bởi, ví dụ, cấu trúc hệ thống an toàn không bình thường và, theo ý kiến của tôi, không đủ để hoạt động trong các tình huống cực đoan. [Tôi bắt đầu] nói về sự cần thiết của thế hệ lò phản ứng tiếp theo phải an toàn hơn; chẳng hạn như lò phản ứng TTER hoặc lò phản ứng muối lỏng mà tôi cố gắng trình bày như các bước tiếp theo hướng tới lò phản ứng an toàn hơn. Nhưng điều này đã gây ra một cơn bão trong Bộ. Một cơn bão phẫn nộ.
Từ năm 1984 đến 1985, Legasov cùng các chuyên gia khác đã xem xét tình trạng nghiên cứu hóa học trong nước và nhận thấy nó đang ở trạng thái nguy kịch. Dưới sự lãnh đạo của ông, một loạt các cải cách mạnh mẽ về tổ chức và tài trợ cho các cơ quan khoa học đã được soạn thảo. Những đề xuất này đã gây ra một sự phản đối lớn từ lãnh đạo khoa học hiện có. Trong khi Legasov cố gắng bao gồm tất cả các nhà khoa học hàng đầu trong tổ chức mới, nhiều người phản đối việc Legasov được trao một vị trí lãnh đạo cao cấp, coi ông là một kẻ mới nổi. Những tin đồn ác ý bắt đầu lan truyền như cáo buộc ông là một kẻ nghiện rượu, quá tham vọng hoặc chịu trách nhiệm cho thảm họa Chernobyl.
...thông tin mà tôi có đã thuyết phục tôi rằng không phải mọi thứ đều ổn trong sự phát triển của năng lượng hạt nhân, như tôi thấy... Các tổ chức khoa học bắt đầu yếu đi, không mạnh lên. Từ từ, một thời là mạnh nhất trong cả nước, họ bắt đầu mất tiêu chuẩn thiết bị hiện đại. Nhân viên bắt đầu già đi. Ít người trẻ tham gia hơn. Những phương pháp mới không được hoan nghênh. Dần dần, một cách không nhận ra, nhưng điều đó đã xảy ra... Tôi đã chứng kiến tất cả điều này, nhưng thật khó để tôi can thiệp vào quá trình một cách chuyên nghiệp trong khi những tuyên bố chung về chủ đề này đã được đón nhận bằng sự thù địch. Bởi vì một nỗ lực của một người không chuyên nghiệp để mang lại một số hiểu biết vào công việc của họ khó mà được chấp nhận... tinh thần khoa học và bầu không khí khoa học trong kỹ thuật lò phản ứng dần dần bắt đầu chịu sự chi phối của ý chí kỹ thuật, như thể là của ý chí bộ trưởng... Tất cả các cuộc nói chuyện mang tính khái niệm, tất cả các nỗ lực áp dụng một phương pháp khoa học, nhất quán đối với vấn đề này, họ hoàn toàn không chấp nhận.

Hệ thống thứ bậc quá mức luôn là điều chống chỉ định cho khoa học, nó kìm hãm khoa học. Khoa học, như nghệ thuật, không chịu được các liên kết trung gian. Cần phải loại bỏ những người cản trở công việc. Viết lách và chủ nghĩa hình thức đã đạt đến quy mô mà khoa học khó có thể chịu đựng được.
Trong lĩnh vực công cộng, ông vẫn giữ quan điểm chính thức rằng năng lượng hạt nhân là an toàn. Vào tháng 1 năm 1986, Legasov đồng tác giả một bài báo tuyên truyền trên tạp chí Soviet Life, khẳng định rằng không có vụ tai nạn hạt nhân nào đe dọa nghiêm trọng đến nhân viên hoặc có nguy cơ ô nhiễm, điều này đã bỏ qua nhiều sự cố hạt nhân nghiêm trọng ở Liên Xô. Ngay cả trước thảm họa Chernobyl, Legasov đã được biết đến với việc nhấn mạnh sự cần thiết của các phương pháp an ninh và an toàn mới để ngăn ngừa các thảm họa lớn. Ông đã tham gia vào công việc an toàn công nghiệp với Ủy ban Nhà nước về Khoa học và Công nghệ, trong đó ông đã khám phá các rủi ro liên quan đến việc sản xuất năng lượng. Legasov đặc biệt lo ngại về các hệ thống phức tạp phụ thuộc vào một nhà điều hành duy nhất mà không có hệ thống an toàn phù hợp. Legasov đã có cơ hội thăm các nhà máy điện hạt nhân ở phương Tây, chẳng hạn như Nhà máy Điện Hạt nhân Loviisa (Loviisa Nuclear Power Plant) do Liên Xô thiết kế ở Phần Lan, và ông đã bị sốc trước các tiêu chuẩn an toàn cao hơn, thiết bị tốt hơn, cấu trúc bảo vệ và xây dựng vượt trội.

## Thảm hoạ Chernobyl
Lò phản ứng số 4 của nhà máy điện hạt nhân Chernobyl phát nổ vào lúc 1:23:45 sáng ngày 26 tháng 4 năm 1986, giải phóng một lượng lớn phóng xạ và làm ô nhiễm một khu vực rộng lớn. Lúc đó, Legasov là phó giám đốc đầu tiên của Viện Năng lượng Nguyên tử Kurchatov. Mặc dù không phải là chuyên gia về lò phản ứng, ông đã trở thành thành viên quan trọng của ủy ban chính phủ được thành lập để điều tra nguyên nhân của thảm họa và lập kế hoạch giảm thiểu hậu quả của nó. Legasov được thông báo rằng ông được giao nhiệm vụ trong ủy ban chính phủ đang xem xét vụ tai nạn.
Tại sân bay Vnukovo, Legasov gặp Boris Shcherbina, người đứng đầu ủy ban chính phủ xử lý phản ứng với thảm hoạ. Khi đội đến Pripyat, Legasov được giao trách nhiệm kiềm chế phóng xạ. Viktor Alekseyevich Sidorenko đã kêu gọi sơ tán ngay lập tức Pripyat, Legasov ủng hộ, vì tình hình dự kiến sẽ xấu đi trong thị trấn, và quyết định này đã được Shcherbina phê duyệt. Để đo lường trực tiếp lò phản ứng, Legasov đã được chở bằng xe bọc thép đến hiện trường, nơi xác định rằng lò phản ứng đã ngừng hoạt động. Mặc dù thiếu thông tin về tình trạng của lò phản ứng, Legasov đã đề xuất và quản lý nỗ lực dập tắt đám cháy lò phản ứng, nếu không sẽ giải phóng một lượng lớn phóng xạ. Một nhà khoa học của Kurchatov đã cảnh báo ông rằng việc thả trực thăng có thể không hiệu quả nhưng Legasov trả lời rằng họ cần phải làm gì đó để thấy được nỗ lực. Legasov ngưỡng mộ sự lãnh đạo của Shcherbina, đặc biệt là khả năng nắm bắt những gì các chuyên gia nói và ra quyết định của ông ấy. Nikolay Antoshkin, một tướng không quân tham gia vào công việc xử lý, nhớ lại: "Tôi đã gặp Valery Alekseyevich ngay khi ông ấy đến. Từ lúc đó, một tình bạn làm việc, sau đó phát triển thành một tình bạn sâu sắc hơn, đã hình thành với ông ấy và với các đồng chí khác. Tôi thích ông ấy ngay từ đầu. Tôi đã tràn đầy tin tưởng và kính trọng ông ấy... Valery Alekseyevich tự mình bay qua lò phản ứng bằng trực thăng 5-6 lần mỗi ngày. Các nhà khoa học, thông minh, hiểu biết, và khi cần phải tiến lên, họ lại không có phương tiện bảo vệ... Ông ấy là một người can đảm, hiểu biết mọi thứ, nhưng đồng thời cũng bất lực." Đôi lúc, Antoshkin đã trách Legasov vì mạo hiểm quá nhiều khi ông ấy là chìa khóa của chiến dịch. Vào ngày thứ hai hoặc thứ ba, Legasov đề xuất tổ chức một nhóm thông tin để thu thập và phổ biến thông tin chính xác cho báo chí, nhưng điều này không xảy ra, và sau đó ông nhận thấy rằng báo chí thường phỏng vấn người nổi tiếng nhất hiện diện thay vì người hiểu biết nhất, dẫn đến nhiều sai sót và thiếu sót trong việc báo cáo. Legasov nhận được nhiều điện tín từ khắp nơi trên thế giới, chứa đựng những lời khuyên từ thiện chí đến khiêu khích.
Ngày 2 tháng 5, ông và các thành viên khác của ủy ban đã báo cáo với các quan chức cấp cao đến thăm rằng đây không phải là một tai nạn công nghiệp thông thường mà sẽ cần một nỗ lực lớn để kiểm soát, cũng như xem xét lại tương lai của các lò phản ứng khác. Điều này dẫn đến việc phân bổ nguồn lực khổng lồ cho Chernobyl. Hầu hết các thành viên của ủy ban chính phủ đầu tiên đã được thay thế bởi nhân viên mới do tiếp xúc với phóng xạ. Khi nhóm ủy ban chính phủ đầu tiên trở về Moscow, Legasov được Shcherbina yêu cầu ở lại nhưng đã bị thay thế bởi đối thủ khoa học của ông là Evgeny Velikhov trong hệ thống thứ bậc chính thức. Đội ngũ bắt đầu lo ngại về các khu vực hoạt động nhỏ của lò phản ứng, cũng như tính toàn vẹn của tấm đệm bê tông. Đặc biệt, Velikhov lo ngại rằng các mảnh vụn của lò phản ứng có thể tan chảy sâu vào lòng đất, như trong bộ phim "The China Syndrome" của Mỹ. Nước trong bể barboteur đã được tháo cạn nhưng Legasov tin rằng không thể xảy ra vụ nổ, trái ngược với những lo ngại của một số nhà khoa học và chính trị gia. Ông cũng coi khả năng ô nhiễm nước ngầm là rất thấp, nhưng công việc đề phòng đã được bắt đầu để làm mát lò phản ứng bằng hệ thống ngầm. Legasov coi những bước kiềm chế này là quá mức nhưng có thể hiểu được, đồng thời cũng cung cấp cơ sở hạ tầng cho việc xây dựng một sarcophagus bảo vệ lò phản ứng. Ông phản đối kế hoạch mở rộng hệ thống làm mát ngầm bên ngoài tòa nhà lò phản ứng số 4, cũng như các dự án khác mà ông cho là thừa. Legasov ấn tượng với hoạt động của KGB trong khu vực nhưng coi nhóm Phòng vệ Dân sự là tồi tệ. Ông cũng lo ngại về việc thiếu tài liệu an toàn được phân phát cho người dân. Legasov nghĩ rằng mọi người làm việc cùng nhau hiệu quả và điều này đã khiến tinh thần của họ tốt hơn.
Ngày 5 tháng 5, Legasov được triệu tập để gặp gỡ Bộ Chính trị ở Moscow, bao gồm Mikhail Gorbachev, để báo cáo về tiến độ. Legasov và Anatoly Alexandrov mô tả các kịch bản tan chảy, và Legasov đồng ý với kế hoạch đào hầm dưới lò phản ứng để làm mát. Sau cuộc họp, Shcherbina nói với ông rằng ông có thể làm việc từ Moscow nhưng nhanh chóng bị yêu cầu quay lại Chernobyl. Legasov trấn an Gorbachev qua điện thoại rằng mức độ ô nhiễm đã được hiểu rõ và lò phản ứng không còn là mối đe dọa đối với các quốc gia khác. Legasov phát triển một kế hoạch để dập tắt đám cháy lò phản ứng bằng cách bơm khí nitơ qua mạng ống của nhà máy nhưng các ống dẫn bị hư hỏng quá nặng để có hiệu quả. Khoảng ngày 9-10 tháng 5, Gorbachev yêu cầu một biên niên sử các sự kiện và nguyên nhân của vụ tai nạn để chuẩn bị cho một cuộc phỏng vấn, mà Legasov đã cung cấp bằng văn bản với một vài chỉnh sửa từ các nhà điều tra khác.
Sau ngày 10 tháng 5, tình hình đã ổn định phần nào và Legasov có thể dành ít thời gian hơn tại hiện trường vụ tai nạn nhưng vẫn thường xuyên ghé thăm. Khi trở về từ Chernobyl lần thứ hai vào ngày 12 tháng 5, ông đã thay đổi, chịu đựng nỗi đau buồn nghiêm trọng và bệnh phóng xạ. Dành bốn tháng ở trong và xung quanh Chernobyl, ông đã hứng phải liều phóng xạ cao. Ông được giao nhiệm vụ biên soạn một báo cáo cho Cơ quan Năng lượng Nguyên tử Quốc tế (International Atomic Energy Agency) về nguyên nhân và hậu quả của vụ tai nạn. Một số người trong Bộ Cơ khí Trung cấp (Sredmash) phản đối việc bổ nhiệm ông, lo ngại rằng Legasov sẽ khó kiểm soát, vì giới hạt nhân muốn đổ lỗi cho người khác nếu có thể.
Legasov tham dự một cuộc họp sôi động với Bộ Chính trị vào ngày 3 tháng 7, trong đó nguyên nhân của vụ tai nạn và những sai sót trong lò phản ứng RBMK đã được thảo luận. Có mặt tại cuộc họp là giám đốc nhà máy trước đây Viktor Bryukhanov, nhà thiết kế RBMK Alexandrov và Efim Slavsky của Sredmash. Bryukhanov bị buộc tội quản lý yếu kém và rằng lỗi của nhà điều hành là nguyên nhân chính gây ra vụ tai nạn, trong khi lỗi thiết kế cũng là một yếu tố. Gorbachev rất tức giận và buộc tội các nhà thiết kế che giấu những vấn đề nguy hiểm với ngành công nghiệp hạt nhân Liên Xô trong nhiều thập kỷ. Legasov chỉ lên tiếng thừa nhận rằng các nhà khoa học đã thất bại trong nhiệm vụ của mình và rằng ông đã cảnh báo về các vấn đề an toàn của lò phản ứng RBMK trong nhiều năm nhưng không có gì được thực hiện.
Bản thảo đầu tiên của báo cáo của Legasov đã được Ủy ban Trung ương nhận được, một số người cảm thấy sốc và một bộ trưởng đã chuyển nó cho KGB với đề nghị truy tố các tác giả. Để tìm lỗi trong thiết kế lò phản ứng sẽ trực tiếp đổ lỗi cho các thành viên cấp cao của chính phủ Liên Xô.

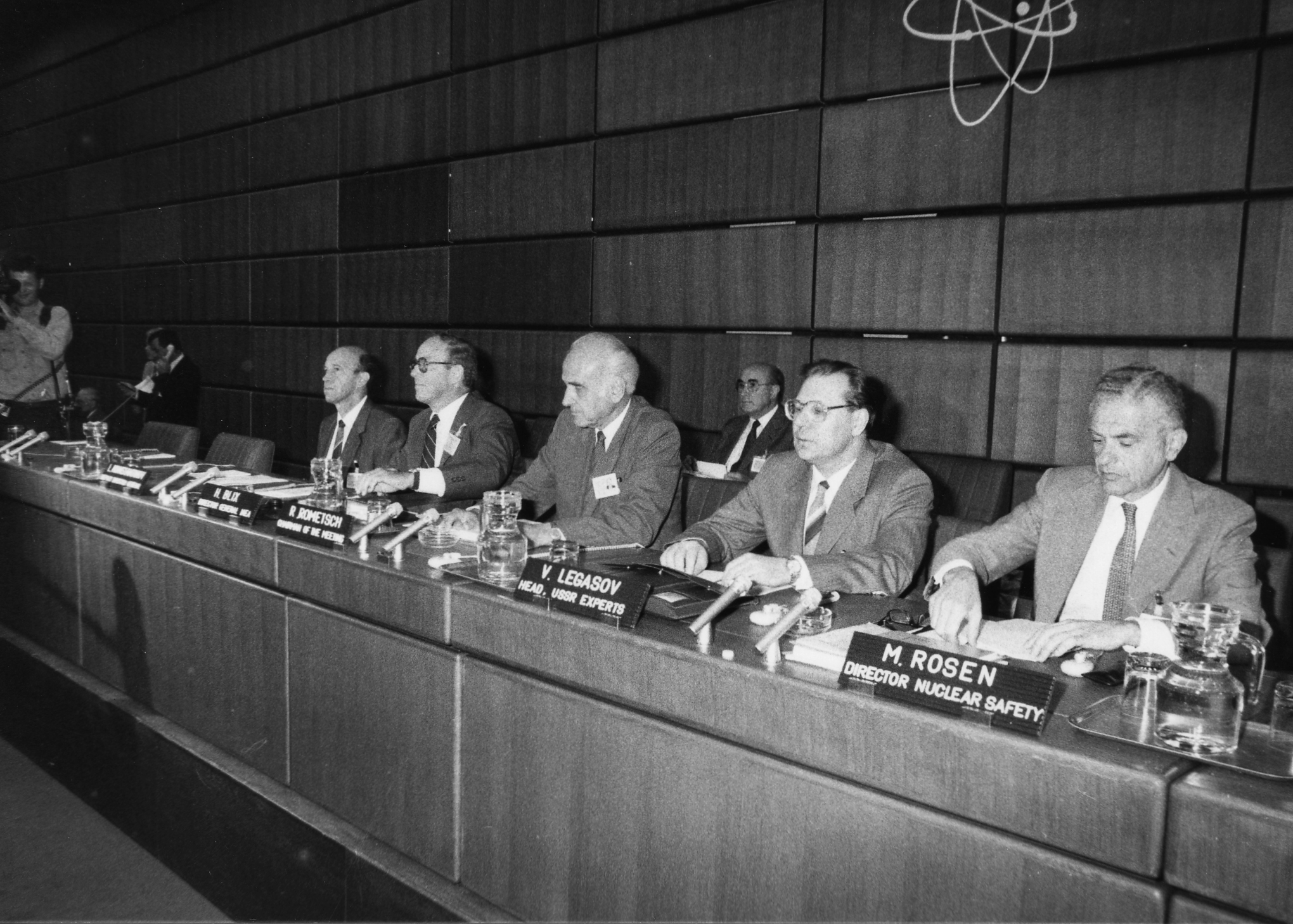
Legasov (thứ hai từ phải) tại một cuộc họp báo ở Vienna, tháng 8 năm 1986.

Vào tháng 8 năm 1986, Legasov đã trình bày báo cáo của đoàn đại biểu Liên Xô tại một cuộc họp đặc biệt của Cơ quan Năng lượng Nguyên tử Quốc tế ở Vienna. Báo cáo của ông nổi bật với chi tiết sâu sắc và mức độ tương đối cởi mở trong việc thảo luận về phạm vi và hậu quả của thảm kịch, tiết lộ cho truyền thông phương Tây một số khiếm khuyết trong thiết kế lò phản ứng RBMK như hệ số rỗng dương, cũng như vấn đề với đào tạo người vận hành. Một số chi tiết đã bị Ủy ban Trung ương kiểm duyệt, bao gồm toàn bộ mức độ của các lỗi thiết kế, các vấn đề thể chế và văn hóa dẫn đến tai nạn, phạm vi hoàn toàn của phóng xạ, cũng như các nỗ lực không hiệu quả trong việc thả nitơ lỏng vào lò phản ứng. Báo cáo dài 388 trang và được Legasov trình bày tại hội nghị trong một bài thuyết trình kéo dài 5 giờ, mà nhiều người trong khán giả cảm thấy đáng lo ngại. Legasov đã lưu ý rằng các người vận hành có thể vô hiệu hóa các hệ thống an toàn của lò phản ứng và cho biết rằng các cải tiến cho các lò phản ứng RBMK hiện có đang được thực hiện.
"Tôi không nói dối ở Vienna... nhưng tôi đã không nói toàn bộ sự thật."
Hội nghị là một chiến thắng quan hệ công chúng cho Liên Xô vì nó trấn an các chính phủ và nhà khoa học phương Tây rằng thảm họa đang được kiểm soát và rằng Liên Xô có thể quản lý năng lượng hạt nhân một cách có năng lực trong tương lai.

## Sau sự kiện ở Vienna
Kết quả của công việc này ở Vienna, Legasov "trở nên rất nổi tiếng, ở châu Âu ông được bầu chọn là nhân vật của năm, ông lọt vào top mười nhà khoa học hàng đầu thế giới. Điều này gây ra sự ghen tỵ nghiêm trọng trong số các đồng nghiệp của ông." Về mặt công khai, Legasov ủng hộ câu chuyện chính thức rằng lỗi của người vận hành gây ra tai nạn. Trong riêng tư, ông vận động cho an toàn lò phản ứng và tái tổ chức thể chế. Có lẽ để phản ứng lại điều này, Legasov đã nhận được sự chỉ trích về lãnh đạo và cách xử lý của ông trong việc kiểm soát lò phản ứng Chernobyl và bị một số nhà khoa học đồng nghiệp cô lập. Sự kháng cự đến từ những người bảo thủ cũ, những người phản đối sự thay đổi, và từ những người cải cách trẻ hơn coi Legasov là một di tích của Kỷ nguyên Đình trệ trước đó. Một nhà khoa học cao cấp viết: "Legasov là một đại diện rõ ràng của mafia khoa học mà sự nghiêng về chính trị thay vì lãnh đạo khoa học đã dẫn đến tai nạn Chernobyl."  Vào mùa xuân năm 1987, một cuộc bỏ phiếu được tổ chức bởi Viện Kurchatov cho Hội đồng Kỹ thuật Khoa học của họ với Legasov đứng lên theo sự kiên quyết của người cố vấn của ông, Anatoly Alexandrov. Các thành viên viện đã từ chối vị trí cho Legasov, điều này có lẽ là bất ngờ khi xét về cấp bậc và sự nổi tiếng của ông. Ông rất thất vọng khi ông là thành viên duy nhất của đội Chernobyl không nhận được giải thưởng "anh hùng lao động xã hội chủ nghĩa". Cách đối xử này có thể là do sự độc lập của ông, thói quen vi phạm chuỗi chỉ huy và thiếu tôn trọng đối với các thành viên cấp cao của cộng đồng khoa học đã khiến các thành viên cấp cao trong cộng đồng khoa học khó chịu. Ngay cả sau Chernobyl, ông vẫn là người ủng hộ việc phát điện hạt nhân.

Sức khỏe của Legasov đã xấu đi và ông thường xuyên thăm Bệnh viện Moscow 6 vì tác động lâu dài của việc tiếp xúc với bức xạ. Vào khoảng tháng 6 năm 1987, ông đã cố gắng tự tử nhưng đã được các đồng nghiệp cứu sống. Legasov đã ghi lại hồi ký của mình, "Di chúc của Legasov", bằng băng cassette, trong đó ông mô tả sự tham gia của mình vào việc khắc phục hậu quả của Chernobyl.
Khi tôi đến thăm nhà máy Chernobyl sau tai nạn và nhìn thấy những gì đang xảy ra ở đó, tôi tự mình rút ra một kết luận chính xác và không thể chối cãi rằng thảm họa Chernobyl là đỉnh cao của tất cả sự quản lý sai lầm đã được thực hiện trong nhiều thập kỷ ở nước ta... [Trong vận hành] không có sự giám sát cẩn thận đối với các thiết bị, không chú ý đến tình trạng của thiết bị giữa các lần bảo trì dự phòng theo kế hoạch... Khi nhìn vào chuỗi sự kiện, tại sao ai đó hành động theo cách này và người khác theo cách kia, không thể chỉ ra một thủ phạm duy nhất, một người khởi xướng tất cả các sự kiện không may dẫn đến tội ác này. Bởi vì nó là một chuỗi liên kết với nhau... cho phép vận hành các nhà máy mà không có vỏ bọc bên ngoài. Sai lầm thiết kế đầu tiên là cần có ít nhất hai hệ thống bảo vệ khẩn cấp, theo yêu cầu của các tiêu chuẩn quốc tế và theo lẽ thường... Hệ thống bảo vệ khẩn cấp thứ hai phải hoạt động độc lập, bất kể tình huống của người vận hành là gì... Và cuối cùng, sai lầm thiết kế thứ ba, khó giải thích, là tất cả các hệ thống bảo vệ khẩn cấp đều có thể truy cập được bởi nhân viên nhà máy... Tất nhiên, các sai lầm của các người vận hành đã được biết đến rõ ràng và không cần liệt kê lại. Những sai lầm đó tự chúng đã là quái dị... Tôi rất mong muốn yêu cầu làm rõ rằng, tính đến ngày hôm nay, chúng ta không có năng lượng hạt nhân an toàn, hoặc khái niệm về năng lượng hạt nhân an toàn, hoặc thậm chí một khái niệm về một lò phản ứng hạt nhân an toàn hoàn toàn sẵn sàng...
Ông đã nằm viện trong một thời gian dài vào mùa thu năm 1987, bao gồm việc trải qua viêm ruột thừa cấp tính, trong thời gian này ông đã cố gắng tự tử. Trong thời gian nằm viện, nhà báo Ales Adamovich đã phỏng vấn Legasov và ông bày tỏ lo ngại rằng một tai nạn hạt nhân tương tự có thể vẫn xảy ra. Legasov đã có một bài viết về an toàn công nghiệp với tựa đề "Từ Hôm Nay Đến Ngày Mai" được đăng trên Pravda vào ngày 5 tháng 10 năm 1987, nhưng không nhận được nhiều sự quan tâm. Ông đã trả lời phỏng vấn cho Novy Mir và Yunost, trong đó ông thay đổi quan điểm công khai và bày tỏ lo ngại rằng những thất bại về văn hóa và việc khoa học Liên Xô đi sai hướng đã dẫn đến thảm họa hạt nhân không thể tránh khỏi. Sau khi một đồng nghiệp nói rằng sự lãnh đạo của ông vẫn cần thiết, ông nói "Không, bạn không hiểu. Tôi biết rằng có thể rất khó khăn; bạn cần phải chịu đựng, chờ đợi. Và ở đây là một tình huống hoàn toàn khác – mọi thứ bên trong tôi đã bị thiêu rụi..." và vào một dịp khác, ông nói "Bây giờ tôi như Midas thần thoại, chỉ có điều ông ta biến mọi thứ ông ta chạm vào thành vàng, còn tôi – mọi thứ biến thành không khí, thậm chí tệ hơn, thành chân không. Bất cứ thứ gì tôi chạm vào – mọi thứ đều hỏng: không ai cần gì cả! Và vẫn còn rất nhiều việc phải làm!"
Tôi cảm thấy buồn nôn khi nghĩ về điều gì chính xác có khả năng xảy ra với chúng ta trong tương lai gần... [Những tai nạn công nghiệp lớn sẽ xảy ra] trừ khi các biện pháp cần thiết được thực hiện. Hơn nữa, các biện pháp có thể được thực hiện để ngăn chặn điều này xảy ra đã được biết đến. Nhưng phần gây nản lòng nhất, khiến một người lo lắng và buồn nôn, là các biện pháp cần thiết đã được biết đến.
Legasov tiếp tục cố gắng đưa ra các cải cách trong hóa học học thuật bằng cách thành lập một hội đồng liên ngành để cố gắng vượt qua sự trì trệ trong lĩnh vực này. Kế hoạch này đã bị từ chối vào ngày 26 tháng 4 năm 1988, một ngày trước khi ông qua đời. Ustynyuk đã được gọi đến văn phòng của Legasov và thấy ông "cực kỳ kích động và chán nản" sau quyết định này. Ông cảm thấy rằng sự lãnh đạo sẽ bị chia rẽ giữa hội đồng và Viện Hàn lâm Khoa học Liên Xô (Academy of Sciences of the Soviet Union), nói rằng "Điều này sẽ dẫn đến thảm họa. Tôi phải từ chức." Chiều hôm đó, ông đã ghé thăm con gái mình trong thời gian ngắn. Ustynyuk đã gọi cho Legasov vào lúc 22:30 cùng ngày nói rằng ông có thể vẫn thành công với sự hỗ trợ từ các nhà khoa học hàng đầu khác chưa được tham khảo ý kiến về quyết định này.

## Qua đời
Ngày 27 tháng 4 năm 1988, một ngày sau kỷ niệm hai năm tai nạn tại Nhà máy điện hạt nhân Chernobyl và một ngày trước khi ông dự định công bố kết quả điều tra nguyên nhân của thảm họa, Legasov đã treo cổ tự tử trong cầu thang của căn hộ ở Moscow (mặc dù một số nguồn tin nói là bên trong căn hộ của ông, những nguồn khác lại cho rằng ở văn phòng của ông). Ông được chôn cất tại Nghĩa trang Novodevichy ở Moscow. Legasov hưởng thọ 51 tuổi. Tại thời điểm qua đời, Legasov đã bị phơi nhiễm 150 rem (1,5 Sv) phóng xạ, vượt xa mức an toàn.
Có nhiều giả thuyết liên quan đến động cơ và trạng thái tinh thần của Legasov. David R. Marples đã đề xuất rằng sự khắc nghiệt của thảm họa Chernobyl đối với trạng thái tâm lý của ông là yếu tố dẫn đến quyết định tự tử của ông và rằng Legasov đã trở nên cay đắng thất vọng với sự thất bại của chính quyền trong việc đối mặt với các sai sót thiết kế. Con gái của Legasov nhận xét "Đó không phải là một sự đổ vỡ cảm xúc, đó là một hành động có chủ ý, được xem xét kỹ lưỡng." Ustynyuk nhấn mạnh vai trò của việc Legasov bị quấy rối bởi các lãnh đạo khoa học khác trong sự kháng cự đối với cải cách tổ chức. Boris Shcherbina nói về ông: "Valery quá vĩ đại, tôi yêu quý ông hơn tất cả những người tôi biết, ông đã dành hết mình cho công việc, cho Chernobyl. Ông đã kiệt quệ." Các nhà báo Vladimir Gubarev và Yuriy Shcherbak cho rằng việc tự tử của ông là một nỗ lực có ý thức để thu hút sự chú ý đến sự thiếu an toàn hạt nhân ở Liên Xô.

## Hậu quả
Là một anh hùng quốc gia vào thời điểm qua đời, vụ tự tử của Legasov đã gây ra làn sóng chấn động trong ngành công nghiệp hạt nhân Liên Xô. Trích đoạn từ các băng ghi âm của ông đã được đăng trên Pravda vào tháng 5 năm 1988.
Một số người trong cộng đồng khoa học vẫn không hài lòng với Legasov và di sản của ông. Một cựu đồng nghiệp của Legasov nói: "Không cần phải lý tưởng hóa Legasov... Ông không tốt hơn hay tệ hơn bất kỳ nhà quản lý nào ở cấp bậc này, và ông tuân theo các quy tắc chấp nhận được của trò chơi, thăng tiến trong sự nghiệp và bậc thang khoa học... Ông đã nhận quá nhiều việc, đặc biệt là trong những năm gần đây. Là một nhà hóa học, ông dám định nghĩa các chủ đề của các phòng thí nghiệm và các bộ phận vật lý. Đồng thời, ông không phải lúc nào cũng đúng, ông ra lệnh phải làm gì và làm như thế nào. Ai sẽ thích điều đó? Vì vậy, họ đã bỏ phiếu chống lại ông trong các cuộc bầu cử vào Hội đồng Học viện. Các nhà vật lý chiếm đa số. Và bạn, các nhà hóa học, hiện đang biến ông thành một vị thánh tử đạo... Và ở Chernobyl ông đã mắc đủ sai lầm - cái nơi trú ẩn của đơn vị thứ tư không hề tối ưu."
Những người ủng hộ Legasov phản bác lại rằng "Lòng dũng cảm của ông không được tha thứ, vì nó rõ ràng chỉ ra sự hèn nhát và tầm thường của những người khác."
Trong khi cuộc điều tra ban đầu của Liên Xô đổ hầu hết trách nhiệm lên các nhân viên vận hành, các phát hiện sau đó của IAEA cho thấy thiết kế lò phản ứng và cách nhân viên vận hành được thông báo về thông tin an toàn quan trọng hơn. Tuy nhiên, các nhân viên vận hành đã được xác định là đã lệch khỏi quy trình vận hành, thay đổi các giao thức thử nghiệm và có các hành động "thiếu suy xét", khiến yếu tố con người trở thành một yếu tố đóng góp quan trọng.
Vào ngày 20 tháng 9 năm 1996, Tổng thống Nga Boris Yeltsin đã truy tặng Legasov danh hiệu Anh hùng Liên bang Nga (Hero of the Russian Federation), danh hiệu cao quý nhất của đất nước, vì "lòng dũng cảm và sự anh hùng" trong cuộc điều tra thảm họa của ông.
Vợ ông, Margarita, đã viết một số lượng lớn bài viết và sách để bảo tồn di sản của ông. Năm 2016, một tượng bán thân và một tấm bảng kỷ niệm đã được lắp đặt trên tường nhà Valery Legasov ở Tula.

## Trên truyền thông
Legasov được diễn bởi Ade Edmondson trong bộ phim tài liệu của BBC "Surviving Disaster" (2006), bởi Adam Curtis trong loạt phim tài liệu "Pandora's Box" (1992), và bởi Jared Harris trong loạt phim ngắn của Sky/HBO "Chernobyl" (2019).